# 塘鵝式反潛機
塘鵝式反潛機是英國於二戰末年研製的艦載反潛機，當時由費爾雷和布萊克本兩家公司投標，最後由費爾雷航空公司的設計勝出，並命名為「塘鵝」。

## 設計特點

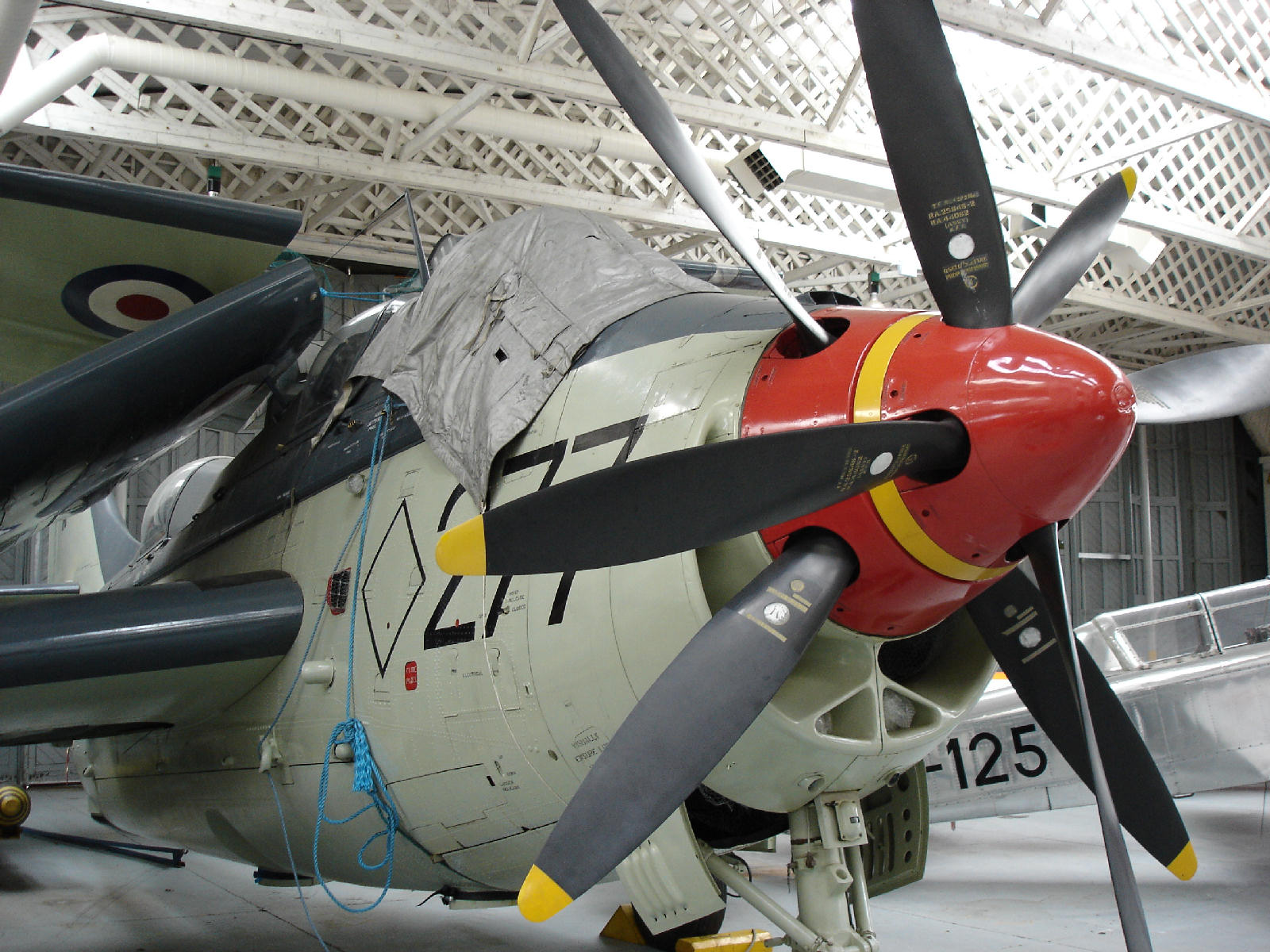
塘鵝式反潛機的兩俱同軸反轉螺旋槳

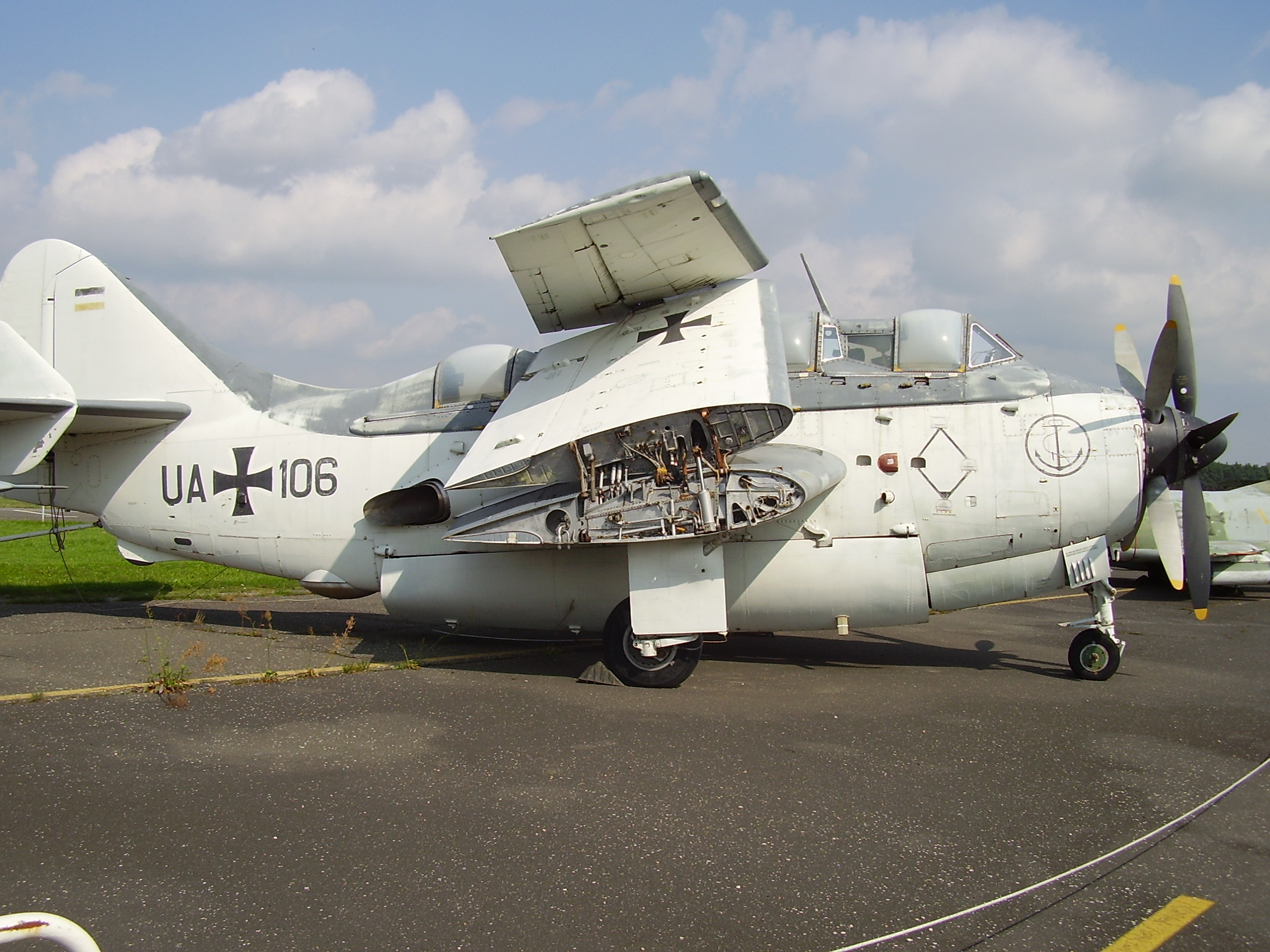
塘鵝式的機翼可向上折起

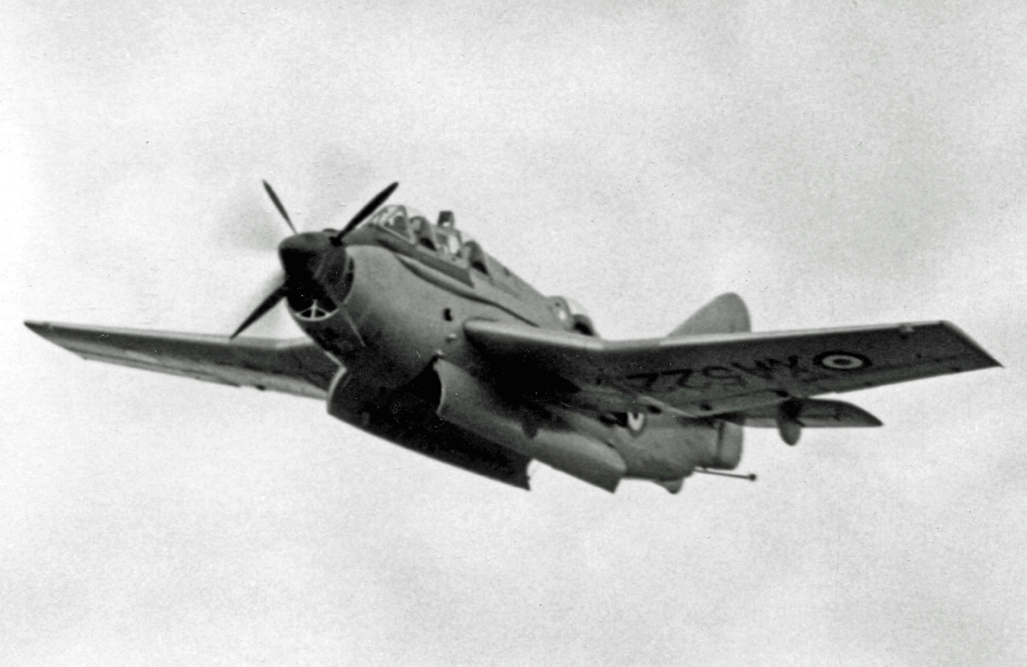
彈艙

塘鵝式由一部渦輪螺旋槳發動機推動，其最獨特之處是採用兩俱四葉同軸反轉螺旋槳，乘員3人，分別是最前方的駕駛，中間的反潛器操作員和最後的雷達操作員(面向後方)，其反潛探測器有聲納和雷達，由於其機身後方的雷達令其橫向穩定性不足，故要在水平尾翼加上垂直穩定翼，機身有內置式彈艙，可載反式反潛魚雷和深水炸彈，作為艦載機，塘鵝式的機翼可向上折起

## 基本資料
- 乘員:3人(駕駛+雷達操作員+反潛器操作員)
- 機長:13.米
- 翼展:16.56米
- 機高:4.19米
- 空重:6,835公斤
- 最重:10,657公斤
- 機翼面積:45平方米
- 最快速度:500公里/小時
- 航程:995公里
- 昇限:7,600米
- 發動機:1俱渦輪螺旋槳發動機(2,950匹馬力)
- 武裝:內置式彈艙內可載1,300公斤深水炸彈或反潛魚雷

## 使用/部屬
塘鵝式於1953年11月起被部屬在皇家方舟號和鷹號這兩艘航空母艦，除了作為反潛機後來也推出預警機型號，塘鵝也有教練機型號，中間座位為教官，後部雷達被取消但雷達操作員座位卻被保留，連同最前的學員座位成為獨特的三座位教練機

## 使用國家
- 英国
- 德国
- 印度尼西亞

## 外部連結
- 世上最醜陋的飛機:英國塘鵝反潛機